# Crono de les Nacions-Les Herbiers-Vendée
La Crono de les Nacions-Les Herbiers-Vendée és una cursa ciclista contrarellotge francesa disputada a Les Herbiers, Vendée. Creada el 1982, es disputa el tercer cap de setmana d'octubre i tanca la temporada professional a França.

## Història
Creada amb el nom de Chrono des Herbiers, fou ideada inicialment per a ciclistes amateurs fins al 1987. A partir d'aquell any la cursa passà a ser compartida per professionales i amateurs fins al 1994. Des de 1995 és una carrera professional dins el calendari de la Unió Ciclista Internacional. El 2005 es va integrar a l'UCI Europa Tour, amb una categoria 1.1. El 2006, en desaparèixer el Gran Premi de les Nacions passà a anomenar-se Crono de les Nacions-Les Herbiers i el 2010 prengué el nom actual.
Degut a les seves dates, alguns anys és la prova inaugural de l'UCI Europa Tour, mentre d'altres és la prova final. Això passa perquè aquest calendari comença el 15 d'octubre d'un any i acaba el 14 de l'any següent.
Es disputen també proves en diferents categories com sub-23, júnior, cadet o femení.

## Palmarès masculí
| Any   | Vencedor            | Segon                  | Tercer                  |
| ----- | ------------------- | ---------------------- | ----------------------- |
| 1982¹ | Gary Dowdell        | Hakan Jensen           | Patrice Esnault         |
| 1983¹ | David Akam          | Patrice Esnault        | Bruno Cornillet         |
| 1984¹ | Patrice Esnault     | Eric Dudoit            | Philippe Glowacz        |
| 1985¹ | Bernard Richard     | Claude Seguy           | Paul Quentel            |
| 1986¹ | Frank Petiteau      | Laurent Bezault        | Pascal Lance            |
| 1987¹ | Pascal Lance        | Frank Petiteau         | Armand de Las Cuevas    |
| 1988² | Pascal Lance        | Thomas Hartman         | Philippe Bouvatier      |
| 1989² | Marco Jeletich      | Bernard Richard        | Thierry Dupuy           |
| 1990² | Jan Karlsson        | Francis Moreau         | Michael Rich            |
| 1991² | Jan Karlsson        | Thierry Marie          | Hervé Garel             |
| 1992² | Artūras Kasputis    | Marek Leśniewski       | Jan Karlsson            |
| 1993² | Chris Boardman      | Pascal Lance           | Eddy Seigneur           |
| 1994² | Pascal Lance        | Thierry Marie          | Jan Karlsson            |
| 1995¹ | Jan Karlsson        | Bert Roesems           | Andreas Walzer          |
| 1995  | Pascal Lance        | Marek Leśniewski       | Nicolas Aubier          |
| 1996  | Chris Boardman      | Laurent Brochard       | Neil Stephens           |
| 1997  | Serhí Hontxar       | Tony Rominger          | Francisque Teyssier     |
| 1998  | Serhí Hontxar       | Gilles Maignan         | Francisque Teyssier     |
| 1999  | Serhí Hontxar       | Gilles Maignan         | Christophe Moreau       |
| 2000  | Jean Nuttli         | Serhí Hontxar          | László Bodrogi          |
| 2001  | Jean Nuttli         | László Bodrogi         | Serhí Hontxar           |
| 2002  | Michael Rich        | Fabian Cancellara      | Bert Roesems            |
| 2003  | Michael Rich        | Bert Roesems           | Uwe Peschel             |
| 2004  | Bert Roesems        | Vladímir Gússev        | Sebastian Lang          |
| 2005  | Ondřej Sosenka      | Michael Rogers         | Vladímir Gússev         |
| 2006  | Raivis Belohvosciks | Brian Vandborg         | Matti Helminen          |
| 2007  | László Bodrogi      | Raivis Belohvosciks    | Stef Clement            |
| 2008  | Stef Clement        | Manuel Quinziato       | Raivis Belohvosciks     |
| 2009  | Aleksandr Vinokúrov | Jean-Christophe Péraud | Yuriy Krivtsov          |
| 2010  | David Millar        | Edvald Boasson Hagen   | Lieuwe Westra           |
| 2011  | Tony Martin         | Gustav Erik Larsson    | Alex Dowsett            |
| 2012  | Tony Martin         | Sylvain Chavanel       | Taylor Phinney          |
| 2013  | Tony Martin         | Gustav Erik Larsson    | Sylvain Chavanel        |
| 2014  | Sylvain Chavanel    | Jérémy Roy             | Reidar Bohlin Borgersen |
| 2015  | Vassil Kirienka     | Marcin Białobłocki     | Johan Le Bon            |
| 2016  | Vassil Kirienka     | Jonathan Castroviejo   | Martin Toft Madsen      |
| 2017  | Martin Toft Madsen  | Mikkel Bjerg           | Jonathan Castroviejo    |
| 2018  | Martin Toft Madsen  | Mikkel Bjerg           | Stéphane Rossetto       |
| 2019  | Jos van Emden       | Filippo Ganna          | Primož Roglič           |
| 2020  | suspesa             | suspesa                | suspesa                 |
| 2021  | Stefan Küng         | Martin Toft Madsen     | Alessandro De Marchi    |
| 2022  | Stefan Küng         | Tobias Foss            | Matteo Sobrero          |
| 2023  | Joshua Tarling      | Remco Evenepoel        | Stefan Bissegger        |
| 2024  | Stefan Küng         | Jay Vine               | Johan Price-Pejtersen   |

¹ Prova amateurs

² Prova Open (Amateurs i professionals)
El 2005 es disputen dues proves, una amateur i una per a professionals.

### Palmarès sub-23
| Any  | Vencedor                 | Segon                 | Tercer             |
| ---- | ------------------------ | --------------------- | ------------------ |
| 1993 | Sébastien Noel           | Samuel Renaux         | Roman Krylov       |
| 1994 | Sébastien Noel           | Samuel Renaux         | Gilles Rouyau      |
| 1995 | Anthony Morin            | Guillaume Auger       | Damien Nazon       |
| 1996 | Florent Brard            | László Bodrogi        | Christophe Barbier |
| 1997 | Guillaume Auger          | László Bodrogi        | Stefano Panetta    |
| 1998 | Oleg Joukov              | László Bodrogi        | Florent Brard      |
| 1999 | Iuri Krivtsov            | Christian Poos        | Eric Trokimo       |
| 2000 | Niels Brouzes            | Iuri Krivtsov         | Mariusz Witecki    |
| 2001 | Iuri Krivtsov            | Xavier Pache          | David Le Lay       |
| 2002 | Gianluca Moi             | Jochen Rochau         | Damien Monier      |
| 2003 | Damien Monier            | Emilien-Benoît Bergès | Jean Zen           |
| 2004 | Olivier Kaisen           | Florian Morizot       | Nicolas Rousseau   |
| 2005 | Dimitri Champion         | Mickaël Muck          | Nicolas Baldo      |
| 2006 | Dominique Cornu          | Yoann Offredo         | Stéphane Rossetto  |
| 2007 | Michael Færk Christensen | Yoann Offredo         | Alexandre Roux     |
| 2008 | Julien Fouchard          | Fabien Taillefer      | Daniel Kreutzfeldt |
| 2009 | Romain Lemarchand        | Étienne Pieret        | Nicolas Boisson    |
| 2010 | Alex Dowsett             | Romain Bacon          | Nicolas Bonnet     |
| 2011 | Yoann Paillot            | Erwan Téguel          | Pierre Lebreton    |
| 2012 | Yoann Paillot            | Joseph Perrett        | Alexis Guérin      |
| 2013 | Ryan Mullen              | Bruno Armirail        | Alexis Guérin      |
| 2014 | Alexis Dulin             | Rémy Cavagna          | Edmund Bradbury    |
| 2015 | Truls Engen Korsæth      | Julian Braun          | Louis Pijourlet    |
| 2016 | Louis Louvet             | Maxime Roger          | Louis Pijourlet    |
| 2017 | Mathias Norsgaard        | Christoffer Lisson    | Louis Louvet       |
| 2018 | Mathias Norsgaard        | Alexys Brunel         | Matt Langworthy    |
| 2019 | Jasper De Plus           | Mathias Norsgaard     | Clément Davy       |
| 2020 | suspesa                  | suspesa               | suspesa            |
| 2021 | Antoine Devanne          | Branko Huys           | Jon Knolle         |
| 2022 | Alec Segaert             | Søren Wærenskjold     | Pierre Thierry     |
| 2023 | Kacper Gieryk            | Maximilian Cushway    | Jonas Walton       |
| 2024 | Jakob Söderqvist         | Luca Giaimi           | Jonathan Vervenne  |

### Palmarès júnior
| Any  | Vencedor           | Segon                   | Tercer            |
| ---- | ------------------ | ----------------------- | ----------------- |
| 1997 | Fabrice Salanson   | Anthony Michelet        | Sandy Casar       |
| 1998 | Eric Trokimo       | Anthony Geslin          | Guillaume Reux    |
| 1999 | Hedson Mathieu     | Ludovic Lanceleur       | Niels Brouzes     |
| 2000 | Nicolas Rousseau   | Charly Carlier          | Alexandre Pichot  |
| 2001 | Nicolas Rousseau   | Olivier Kaisen          | Thierry Hupond    |
| 2002 | Sébastien Coeffier | Romain Feillu           | Sébastien Turgot  |
| 2003 | Damien Gaudin      | Anthony Martin          | Dimitri Krivtsov  |
| 2004 | Alexandre Binet    | Anthony Martin          | Damien Gaudin     |
| 2005 | Sébastien Ivars    | Tony Gallopin           | Stéphane Rossetto |
| 2006 | Tony Gallopin      | Étienne Pieret          | Yann Moritz       |
| 2007 | Fabien Taillefer   | Romain Bacon            | Aurélien Corbin   |
| 2008 | Romain Bacon       | Kévin Labèque           | Adrien Petit      |
| 2009 | Anthony Saux       | Yoann Paillot           | Jimmy Turgis      |
| 2010 | Alliaume Leblond   | Jauffrey Bétouigt-Suire | Pierre Almeida    |
| 2011 | Paul Moerland      | Guillaume Thévenot      | Thomas Bourreau   |
| 2012 | Ryan Mullen        | David Michaud           | Maxime Piveteau   |
| 2013 | Igor Decraene      | Elie Gesbert            | Martin Palm       |
| 2014 | Filippo Ganna      | Thomas Denis            | Martin Palm       |
| 2015 | Nazar Lahodych     | Julien Souton           | Thomas Denis      |
| 2016 | Alexys Brunel      | Sébastien Grignard      | Emilien Jeanniere |
| 2017 | Sébastien Grignard | Antoine Raugel          | Thomas Delphis    |
| 2018 | Remco Evenepoel    | Donovan Grondin         | Joshua Sandman    |
| 2019 | Hugo Page          | Joris Kroon             | Alex Baudin       |
| 2020 | suspesa            | suspesa                 | suspesa           |
| 2021 | Alec Segaert       | Darren Rafferty         | Eddy Le Huitouze  |
| 2022 | Joshua Tarling     | Titouan Fontaine        | Baptiste Gillet   |
| 2023 | Davide Donati      | Finlay Tarling          | Adam Rafferty     |
| 2024 | Seth Dunwoody      | Ellande Larronde        | Thibaut Van Damme |